# 1923-as Le Mans-i 24 órás verseny
Az első Le Mans-i 24 órás versenyt 1923. május 26-án rendezték meg.

## Végeredmény
|    | Kategória | #  | Csapat                                                        | Versenyzők                                     | Modell                          | Motor                      | Körök |
| -- | --------- | -- | ------------------------------------------------------------- | ---------------------------------------------- | ------------------------------- | -------------------------- | ----- |
| 1  | 3.0       | 9  | Nincs csapat név                                              | André Lagache René Léonard                     | Chenard et Walcker Sport        | Chenard et Walcker 3.0L I4 | 128   |
| 2  | 3.0       | 10 | Nincs csapat név                                              | Raoul Bachmann Christian d'Auvergne            | Chenard et Walcker Sport        | Chenard et Walcker 3.0L I4 | 124   |
| 3  | 2.0       | 23 | Nincs csapat név                                              | Paul Gros Raymond de Tornaco                   | Bignan 11HP Desmo Sport         | Bignan 2.0L I4             | 120   |
| 4  | 3.0       | 8  | Capt. J.F. Duff                                               | Capt. John F. Duff Frank Clement               | Bentley 3 Litre Sport           | Bentley 3.0L I4            | 112   |
| 5  | 2.0       | 24 | Nincs csapat név                                              | Philippe de Marne Jean Martin                  | Bignan 11HP Commercial          | Bignan 2.0L I4             | 112   |
| 6  | 8.0       | 1  | Compagnie Nationale Excelsior                                 | André Dills Nicolas Caerels                    | Excelsior Albert 1er            | Excelsior 5.3L I6          | 112   |
| 7  | 3.0       | 11 | Nincs csapat név                                              | Fernand Bachmann Raymond Glaszmann             | Chenard & Walcker Tourisme      | Chenard & Walcker 3.0L I4  | 110   |
| 8  | 5.0       | 7  | Nincs csapat név                                              | Gérard de Courcelles André Rossignol           | Lorraine-Dietrich B3-6          | Lorraine-Dietrich 3.4L I6  | 108   |
| 9  | 8.0       | 2  | Compagnie Nationale Excelsior                                 | Gonzaque Lécureul "Flaud"                      | Excelsior Albert 1er            | Excelsior 5.3L I6          | 106   |
| 10 | 1.5       | 28 | Nincs csapat név                                              | Max de Pourtealés Sosthene de la Rochefoucauld | Bugatti Brescia 16S             | Bugatti 1.5L I4            | 104   |
| 11 | 3.0       | 17 | Nincs csapat név                                              | "Migeot" Eugéne Verpault                       | Brasier TC4                     | Brasier 2.1L I4            | 99    |
| 12 | 1.1       | 34 | Nincs csapat név                                              | Lucien Desvaux Georges Casse                   | Salmson VAL3                    | Salmson 1.1L I4            | 98    |
| 13 | 3.0       | 16 | Nincs csapat név                                              | "Belbue" Paul Torchy                           | Delage DE 11HP                  | Delage 2.1L I4             | 98    |
| 14 | 3.0       | 19 | Nincs csapat név                                              | Charles Montier Albert Ouriou                  | Montier Speciale (Ford Model T) | Montier 2.0L I4            | 97    |
| 15 | 1.1       | 33 | Nincs csapat név                                              | Maurice Benoist Luis Ramon Buenovinci          | Salmson VAL3                    | Salmson 1.1L I4            | 93    |
| 16 | 2.0       | 21 | Nincs csapat név                                              | M. Cappé Jean Dourianou                        | Georges Irat 4/A3               | Georges Irat 2.0L I4       | 93    |
| 17 | 3.0       | 14 | Nincs csapat név                                              | Jean de Marguenat Gaston Delalande             | Rolland-Pilain B22              | Rolland-Pilain 2.3L I4     | 92    |
| 18 | 1.1       | 35 | Nincs csapat név                                              | Maurice Boutmy Jérôme Marcandanti              | Amilcar CV                      | Amilcar 1.0L I4            | 89    |
| 19 | 5.0       | 5  | Nincs csapat név                                              | Robert Bloch "Stalter"                         | Lorraine-Dietrich               | Lorraine-Dietrich 3.4L I6  | 88    |
| 20 | 3.0       | 12 | Nincs csapat név                                              | Edouard Probst "Redon"                         | Berliet VH 12HP                 | Berliet 2.6L I4            | 88    |
| 21 | 3.0       | 15 | Nincs csapat név                                              | Louis Sire Georges Guignard                    | Rolland-Pilain R                | Rolland-Pilain 2.2L I4     | 84    |
| 22 | 1.5       | 29 | Nincs csapat név                                              | Louis Pichard René Marie                       | Bugatti Brescia 16S             | Bugatti 1.5L I4            | 82    |
| 23 | 2.0       | 25 | Nincs csapat név                                              | Jean Pouzet Edmond Pichon                      | Rolland-Pilain RP               | Rolland-Pilain 1.9L I4     | 80    |
| 24 | 2.0       | 24 | Nincs csapat név                                              | Jules Robin Gérard Mariner                     | Rolland-Pilain RP               | Rolland-Pilain 1.9L I4     | 80    |
| 25 | 1.5       | 30 | Nincs csapat név                                              | Louis Balart Charles Drouin                    | Corre La Licorne                | Corre 1.4L I4              | 80    |
| 26 | 2.0       | 27 | Nincs csapat név                                              | Léon Molon Lucien Molon                        | Vinot Deguingand BP 10HP        | Vinot Deguingand 1.8L I4   | 77    |
| 27 | 3.0       | 18 | Nincs csapat név                                              | "Maillon" Léopold Jougeut                      | Brasier TB4                     | Brasier 2.1L I4            | 76    |
| 28 | 2.0       | 20 | Nincs csapat név                                              | Albert Colomb W. Lestienne                     | Corre La Licorne EV 12CV        | Corre 2.0L I4              | 74    |
| 29 | 2.0       | 22 | Nincs csapat név                                              | "Milhaud" Pierre Malleveau                     | Georges Irat 4/A3               | Georges Irat 2.0L I4       | 73    |
| 30 | 1.1       | 32 | Société des Automobiles a Refroidissements par Air (S.A.R.A.) | Lucien Erb Robert Battagliola                  | S.A.R.A. ATS                    | S.A.R.A. 1.1L I4           | 57    |

## Nem ért célba
|    | Kategória | #  | Csapat                                                        | Versenyzők                       | Modell                 | Motor                     | Körök |
| -- | --------- | -- | ------------------------------------------------------------- | -------------------------------- | ---------------------- | ------------------------- | ----- |
| 31 | 5.0       | 6  | Nincs csapat név                                              | Henri Stoffel R. Labouchére      | Lorraine-Dietrich B3-6 | Lorraine-Dietrich 3.4L I6 | 50    |
| 32 | 3.0       | 13 | Nincs csapat név                                              | Roland Jacquot Georges Ribail    | Brasier VH 12HP        | Brasier 2.6L I4           | 44    |
| 33 | 1.1       | 31 | Société des Automobiles a Refroidissements par Air (S.A.R.A.) | Francois Piazzoli André Marandet | S.A.R.A. ATS           | S.A.R.A. 1.1L I4          | 14    |